# Paseos del Valle
Paseos del Valle är ett samhälle i Mexiko, tillhörande kommunen Nextlalpan i delstaten Mexiko. Samhället registrerades som ort första gången 2020, och hade då 7 753 invånare, vilket gjorde Paseos del Valle till kommunens tredje befolkningsrikaste ort.